# Кадохов, Валерий Тотразович
Вале́рий Тотра́зович Кадо́хов (7 января 1945, с. Дзинага, Ирафский район, Северо-Осетинская АССР, РСФСР — 30 апреля 2015) — советский и российский государственный и общественный деятель,  профессор.

## Биография

### Образование
Обучался на факультете иностранных языков Бакинского государственного университета. Окончил Артиллерийское училище в Тбилиси. В 1979 г. — с отличием окончил Ростовскую Высшую партийную школу.
Затем — агроинженерный факультет Донского сельскохозяйственного института и заочно — исторический факультет Северо-Осетинского государственного университета. Кандидат сельскохозяйственных наук. Доктор экономических наук, профессор.

### Трудовая деятельность
Трудовую деятельность начал в 1963 г. чабаном в колхозе.
- 1964—1967 гг. — проходил срочную службу в Группе советских войск в Германии. Командовал артиллерийским расчетом, отделением разведки.
- 1968—1977 гг. — работал в комсомольских и партийных органах Ирафского района Северо-Осетинской АССР,
- 1980—1983 гг. — председатель колхоза «Урух» Ирафского района Северо-Осетинской АССР,
- 1983—1993 гг. — председатель исполкома Ирафского районного совета депутатов.

С 1993 г. — член Аграрной партии России (АПР). Заместитель председателя Северо-Осетинского регионального отделения АПР. Избирался депутатом Парламента Республики Северная Осетия-Алания первого и второго созывов, председателем комитета первого созыва по аграрным вопросам, экологии и природным ресурсам
С ноября 2000 по ноябрь 2012 — член Совета Федерации Федерального собрания Российской Федерации от республики Северная Осетия. Являлся первым заместителем председателя комитета Совета Федерации по делам Федерации и региональной политике.

## Награды

### Медали
- Медаль ордена «За заслуги перед Отечеством» II степени[3].
- Медаль в память 1000-летия Казани.
- Медаль «За заслуги в проведении Всероссийской переписи населения».

### Юбилейные медали
- Медаль «За доблестный труд. В ознаменование 100-летия со дня рождения Владимира Ильича Ленина».

### Почётные награды
- Почетная грамота Президента РФ.
- Почетный знак СФ «За заслуги в развитии парламентаризма».
- Почетная грамота СФ.
- Благодарность Президента Российской Федерации (30 декабря 2003) — за активное участие в законотворческой деятельности[1].